# The Society
The Society – amerykański internetowy serial młodzieżowy, którego twórcą jest Christopher Keyser.
Wszystkie 10 odcinków pierwszej serii zostało udostępnionych 10 maja 2019 roku na platformie Netflix.

## Fabuła
Serial opowiada o grupie nastolatków, którzy zostają w niewytłumaczalny sposób przeniesieni do miejsca identycznego jak ich rodzinne bogate miasteczko w Nowej Anglii, w którym jednak brakuje ich rodziców. Młodzi bohaterowie próbują odkryć, co się właściwie stało i jak mogą wrócić do domu, lecz by przetrwać, muszą ustanowić zasady i współpracować ze sobą.

## Obsada

### Główna
- Kathryn Newton jako Allie Pressman[3]
- Gideon Adlon jako Becca Gelb[3]
- Sean Berdy jako Sam Eliot[3]
- Natasha Liu Bordizzo jako Helena[3]
- Jacques Colimon jako Will LeClair[3]
- Olivia DeJonge jako Elle Tomkins[3]
- Alex Fitzalan jako Harry Bingham[3]
- Kristine Froseth jako Kelly Aldrich[3]
- Jose Julian jako Gordie[3]
- Alexander MacNicoll jako Luke[3]
- Toby Wallace jako Campbell Eliot[3]
- Rachel Keller jako Cassandra Pressman[3]
- Jack Mulhern jako Gareth "Grizz" Visser[3]

### Role drugoplanowe
- Spencer House jako Clark
- Emilio Garcia-Sanchez jako Jason
- Salena Qureshi jako Bean[3]
- Olivia Nikkanen jako Gwen
- Kiara Pichardo jako Madison
- Grace Victoria Cox jako Lexie[3]
- Naomi Oliver jako Olivia
- Kelly Rose Golden jako Marnie
- Matisse Rose jako Jessica
- Alicia Crowder jako Erika
- Benjamin Breault jako Blake
- Damon J. Gillespie jako Mickey
- Peter Donahue jako Shoe
- Seth Meriwether jako Greg Dewey
- Madeline Logan jako Gretchen
- Dante Rodrigues jako Zane

## Odcinki
| #  | Tytuł                         | Reżyseria         | Scenariusz                      | Premiera w Netflix | Premiera w Netflix Polska |
| -- | ----------------------------- | ----------------- | ------------------------------- | ------------------ | ------------------------- |
| 1  | What Happened                 | Marc Webb         | Christopher Keyser              | 10 maja 2019       | 10 maja 2019              |
| 2  | Our Town                      | Marc Webb         | Christopher Keyser              | 10 maja 2019       | 10 maja 2019              |
| 3  | Childhood's End               | Tara Nicole Weyr  | Rachel Sydney Alter             | 10 maja 2019       | 10 maja 2019              |
| 4  | Drop by Drop                  | Stacie Passon     | Emily Bensinger                 | 10 maja 2019       | 10 maja 2019              |
| 5  | Putting on the Clothes        | Haifaa Al-Mansour | Anna Fishko, Christopher Keyser | 10 maja 2019       | 10 maja 2019              |
| 6  | Like a F-ing God or Something | Megan Griffiths   | Christopher Keyser, Anna Fishko | 10 maja 2019       | 10 maja 2019              |
| 7  | Allie's Rules                 | Patricia Cardoso  | Qui Nguyen                      | 10 maja 2019       | 10 maja 2019              |
| 8  | Poison                        | Rich Lee          | Maile Meloy                     | 10 maja 2019       | 10 maja 2019              |
| 9  | New Names                     | Brett Simon       | Anna Fishko                     | 10 maja 2019       | 10 maja 2019              |
| 10 | How it Happens                | Marc Webb         | Christopher Keyser              | 10 maja 2019       | 10 maja 2019              |

## Produkcja
24 lipca 2018 roku platforma Netflix ogłosiła zamówienie pierwszego sezonu serialu od Marca Webba i Chrisa Keysera.
Pod koniec listopada 2018 roku ogłoszono obsadę serialu, do której dołączyli: Kathryn Newton, Rachel Keller, Gideon Adlon, Jacques Colimon, Olivia DeJonge, Alex Fitzalan, Kristine Froseth, Jose Julian, Natasha Liu Bordizzo, Alex MacNicoll, Jack Mulhern, Salena Qureshi, Grace Victoria Cox, Sean Berdy oraz Toby Wallace.
W grudniu 2018 roku ogłoszono, że zagrają w serialu: Nicholas Galitzine jako Elliott Lefevre, Kyanna Simone Simpson jako Yvonne Perkins, Griffin Powell-Arcand jako TJ Locklear, Sarah Mezzanotte jako Marnie, Lilliya Reid jako Becky Lefevre oraz Lilli Kay jako Penelope Fowler.
9 lipca 2019 roku platforma Netflix przedłużyła serial o drugi sezon.
21 sierpnia 2020 Netflix ogłosił anulowanie serialu po jednym sezonie, mimo wcześniejszego zamówienia drugiego sezonu.